# Parchowo (osada leśna)
Parchowo – osada leśna w Polsce, położona w województwie pomorskim, w powiecie bytowskim, w gminie Parchowo.
W latach 1975–1998 miejscowość administracyjnie należała do województwa słupskiego.